# Juan Jesus
Juan Guilherme Nunes Jesus, mais conhecido apenas como Juan Jesus (Belo Horizonte, 10 de junho de 1991) é um futebolista brasileiro que atua como zagueiro e lateral-esquerdo. Atualmente joga pela Napoli.

## Carreira

### Internacional
Oriundo das categorias de base do América Mineiro, indo ainda na categoria de base para o Internacional, integrou o elenco de profissionais do clube. Foi inscrito para a disputa da edição de 2010 da Copa Libertadores da América, e atuou como títular no empate em 1–1 contra a equipe do Deportivo Quito, no Equador.
Além de ter sido campeão da Libertadores, no mesmo ano Juan foi convocado para a Seleção Sub-20, que ganhou a Copa Sendai. Em 2011, foi campeão do Sul-Americano e do Mundial Sub-20.

### Internazionale
Em 16 de dezembro de 2011, o jogador teve 65% dos seus direitos, pertencentes ao Inter, negociados com o empresário Giuliano Bertolucci. Já fora do colorado, acertou com a Internazionale, da Itália, migrando para Milão em fins de janeiro.

### Roma
No dia 13 de julho de 2016, Juan Jesus acertou com a Roma, emprestado por uma temporada, o clube "Giallorossi" pagou € 2 milhões (R$ 7,3 milhões) pelo empréstimo, e após o contrato, foi estabelecido um valor de € 8 milhões (R$ 29,2 milhões) pela compra definitiva.

### Napoli
No dia 18 de agosto de 2021, foi anunciado e oficializado como novo reforço do clube italiano Napoli, o jogador estava sem clube após ter deixado a Roma, assinando um contrato de uma temporada.

## Seleção Brasileira
Expanda a caixa de informações para conferir todos os jogos deste jogador, pela sua seleção nacional.
|   | Data               | Local                       | Resultado | Adversário     | Gol(s) | Competição |
| - | ------------------ | --------------------------- | --------- | -------------- | ------ | ---------- |
| 1 | 26 de maio de 2012 | Hamburgo, Alemanha          | 3–1       | Dinamarca      | 0      | Amistoso   |
| 2 | 30 de maio de 2012 | Washington, Estados Unidos  | 4–1       | Estados Unidos | 0      | Amistoso   |
| 3 | 3 de junho de 2012 | Dallas, Estados Unidos      | 0–2       | México         | 0      | Amistoso   |
| 4 | 9 de junho de 2012 | Nova Jersey, Estados Unidos | 3–4       | Argentina      | 0      | Amistoso   |

Sub-23
|    | Data                 | Local                                        | Resultado | Adversário    | Gols | Competição                         |
| -- | -------------------- | -------------------------------------------- | --------- | ------------- | ---- | ---------------------------------- |
| 1. | 20 de julho de 2012  | Riverside Stadium, Middlesbrough, Inglaterra | 2–0       | Grã-Bretanha  | 0    | Amistoso                           |
| 2. | 26 de julho de 2012  | Millennium Stadium, Cardiff, País de Gales   | 3–2       | Egito         | 0    | Jogos Olímpicos de Londres de 2012 |
| 3. | 29 de julho de 2012  | Estádio Old Trafford, Manchester, Inglaterra | 3–1       | Bielorrússia  | 0    | Jogos Olímpicos de Londres de 2012 |
| 4. | 1 de agosto de 2012  | St James' Park, Newcastle, Inglaterra        | 3–0       | Nova Zelândia | 0    | Jogos Olímpicos de Londres de 2012 |
| 5. | 4 de agosto de 2012  | St James' Park, Newcastle, Inglaterra        | 3–2       | Honduras      | 0    | Jogos Olímpicos de Londres de 2012 |
| 6. | 7 de agosto de 2012  | Old Trafford, Manchester, Inglaterra         | 3–0       | Coreia do Sul | 0    | Jogos Olímpicos de Londres de 2012 |
| 7. | 11 de agosto de 2012 | Estádio de Wembley, Londres, Inglaterra      | 1–2       | México        | 0    | Jogos Olímpicos de Londres de 2012 |

## Títulos
Internacional
- Copa Libertadores: 2010
- Campeonato Gaúcho: 2011
- Recopa Sul-Americana: 2011

Napoli
- Serie A: 2022–23, 2024–25[4]

Seleção Brasileira
- Copa Sendai: 2010
- Sul-Americano Sub-20: 2011
- Copa do Mundo Sub-20: 2011
- Superclássico das Américas: 2014